# Emil von Conrady
Emil Karl Georg Heinrich Wilhelm Albert von Conrady, né le 21 mars 1827 à Glogau et mort le 17 novembre 1905 à Göttingen, est un général d'infanterie prussien.

## Biographie

### Origine
Emil est le plus jeune fils du lieutenant-colonel prussien Wilhelm Ludwig von Conrady (1773-1848) et de sa femme Luise, née von Lindau (1792-1852). Sa sœur Amalie (1817-1892) est mariée au compositeur Ludwig Meinardus (1827-1896).

### Carrière militaire
Conrady étudie au lycée de sa ville natale et aux maisons des cadets de Wahlstatt et de Berlin. Il est intégré le 4 juillet 1844 comme drapeau porte-épée au 6e régiment de grenadiers de l'armée prussienne et promu sous-lieutenant à la mi-mars 1845. Après avoir commandé le 5e bataillon de réserve combiné et la commission de révision des fusils à Sömma, Conrady est diplômé de l'école générale de guerre en 1850/53 pour une formation complémentaire. Il accède ensuite au grade d'adjudant dans le bataillon de fusiliers, est affecté au service topographique de l'état-major général au début de juin 1855 et est chargé d'enquêtes spéciales dans les montagnes du Harz. Au début de novembre 1855, il est promu premier lieutenant et à la fin de juillet 1857, il est promu capitaine à l'état-major général. Du 31 janvier 1858 au 31 juin 1860, Conrady fait partie de l'état-major général de la 1re division d'infanterie, puis retourne brièvement au service des troupes en tant que commandant de compagnie dans le 54e régiment d'infanterie et est le 28 mai 1861 à l'état-major général de la 9e division d'infanterie avec promotion au grade de major. Le 3 avril 1866, est fut nommé commandant du 1er bataillon du 40e régiment de fusiliers à Trèves et promu lieutenant-colonel début juin. À ce titre, Conrady participe aux batailles de Hühnerwasser et de Münchengrätz la même année lors de la guerre contre l'Autriche avec l' avant-garde de l'armée de l'Elbe. Lors de la bataille de Sadowa, il a pour tâche de chasser les batteries ennemies à Nieder- et Ober-Prim. Pour cela, il est récompensé après l'accord de paix avec l'Ordre de l'Aigle rouge de 4e classe avec épées.
Sous position à la suite, Conrady est d'abord chargé de commander le 77e régiment d'infanterie (de) à Wesel et est nommé commandant de cette unité le 22 mars 1868 avec le grade de colonel. Pendant la guerre contre la France, il participe aux batailles de Forbach-Spicheren et de Borny-Colombey. À Gravelotte, Conrady mène la 27e brigade d'infanterie et pendant le siège de Metz, il tombe gravement malade du typhus. Après s'être rétabli chez lui, il rentre en France à Noël 1870 et prend, en plus de son régiment, le commandement de la 28e brigade d'infanterie jusqu'au 4 janvier 1871. Après avoir participé au siège de Mézières et à l'assaut sur Rocroi, il est à la tête de la 26e brigade d'infanterie (de). Conrady reçoit les deux classes de la croix de fer le 15 avril 1871 et est nommé chef d'état-major général du 11e corps d'armée à Cassel. À ce poste, il reçoit le grade et les droits de commandant de brigade à la fin de juin 1872. En mars 1873, il est promu général de division et un an plus tard, il devient commandant de la 59e brigade d'infanterie à Metz. En cette même qualité, il exerce du 15 mars 1876 au 4 février 1878 à la 4e brigade d'infanterie de la Garde et reçoit l'ordre de la Couronne de 2e classe avec étoile. Ensuite, Conrady est nommé commandant de la 1re division d'infanterie avec promotion au grade de lieutenant-général. Il céda ce commandement à Friedrich von Beckedorff et reprend la 2e division d'infanterie. En janvier 1884, à l'occasion de la fête de l'Ordre, Conrady est décoré de l'Ordre de l'Aigle rouge de 1re classe avec feuilles de chêne et épées sur l'anneau. Le 15 avril 1884, il est nommé gouverneur de la forteresse de Metz, avant d'être mis à disposition le 3 novembre 1885 avec le caractère de général d'infanterie et la pension légale.
Conrady s'est déjà confirmé comme écrivain pendant son service actif et a publié des articles sur l'histoire de la guerre et de l'armée, entre autres publié dans le Militär-Wochenblatt.
Après sa mort, il est inhumé au cimetière des Invalides de Berlin le 27 novembre 1905.

### Famille
Conrady s'est marié le 23 juillet 1861 à Bromberg avec Anna Brachvogel (née en 1841). De ce mariage naissent leur fils Walter (1865-1924), qui, comme son père, entrepend une carrière militaire dans l'armée prussienne et devient colonel, et leur fille Elisabeth (née en 1872).

## Publications
- Geschichte des Königlich Preussischen sechsten Infanterie-Regiments, von seiner Stiftung im Jahre 1773 bis zum Ende des Jahres 1856. Carl Flemming (de), Glogau 1857.
- Das Leben des Grafen August von Werder, königlich preussischen Generals der Infanterie. E.S. Mittler & Sohn, Berlin 1889. Google-Digitalisat
- Die Geschichte des 2. Hannoverschen Infanterie-Regiments Nr. 77. Die ersten 25 Jahre 1866 bis 1891. E.S. Mittler & Sohn, Berlin 1892.
- Leben und Wirken des Generals der Infanterie und kommandierenden Generals des 5. Armeekorps Carl von Grolman. E.S. Mittler & Sohn, Berlin 1894–1896.
  - Band 1: Von 1777 bis 1813.
  - Band 2: Die Befreiungskriege 1813 bis 1815.
  - Band 3: Von 1815 bis 1843.